# Dresserus tripartitus
Dresserus tripartitus är en spindelart som beskrevs av Lawrence 1938. Dresserus tripartitus ingår i släktet Dresserus och familjen sammetsspindlar. Inga underarter finns listade i Catalogue of Life.